# روب كلووي
روب كلووي (بالإنجليزية: Rob Calloway)‏ مواليد 18 يوليو 1969 في هارتفورد، هو ملاكم محترف أمريكي بدأ مسيرته الاحترافية سنة 1992 حيث انتصر في نزاله الأول.

## إحصائيات
خاض خلال مسيرته 91 نزالا، فاز في 72 وتعادل في 2 وخسر في 14. فاز بالضربة القاضية في 57 نزالا.

## روابط خارجية
- روب كلووي على موقع بوكس ريك (الإنجليزية) (registration required)